# Anomala flavolineata
Anomala flavolineata är en skalbaggsart som beskrevs av Carsten Zorn 1998. Anomala flavolineata ingår i släktet Anomala och familjen Rutelidae. Inga underarter finns listade i Catalogue of Life.